# Arab Strap
Arab Strap – szkocka grupa muzyczna powstała w 1995 roku.

## Dyskografia

### Albumy
- The Week Never Starts Round Here (1996)
- Philophobia (1998)
- Elephant Shoe (1999)
- The Red Thread (2001)
- Monday at the Hug and Pint (2003)
- The Last Romance (2005)
- Arab Strap (2016)
- As Days Get Dark (2021)